# Shantungosaurus
Shantungosaurus ("khủng long Sơn Đông") là một chi khủng long hadrosauridae (mỏ vịt) sống vào cuối kỷ Creta tại thành hệ Wangshi của bán đảo Sơn Đông thuộc Trung Quốc. Shantungosaurus là chi khủng long hadrosauridae lớn nhất hiện được biết tới.